# Johann Christoph Ettner

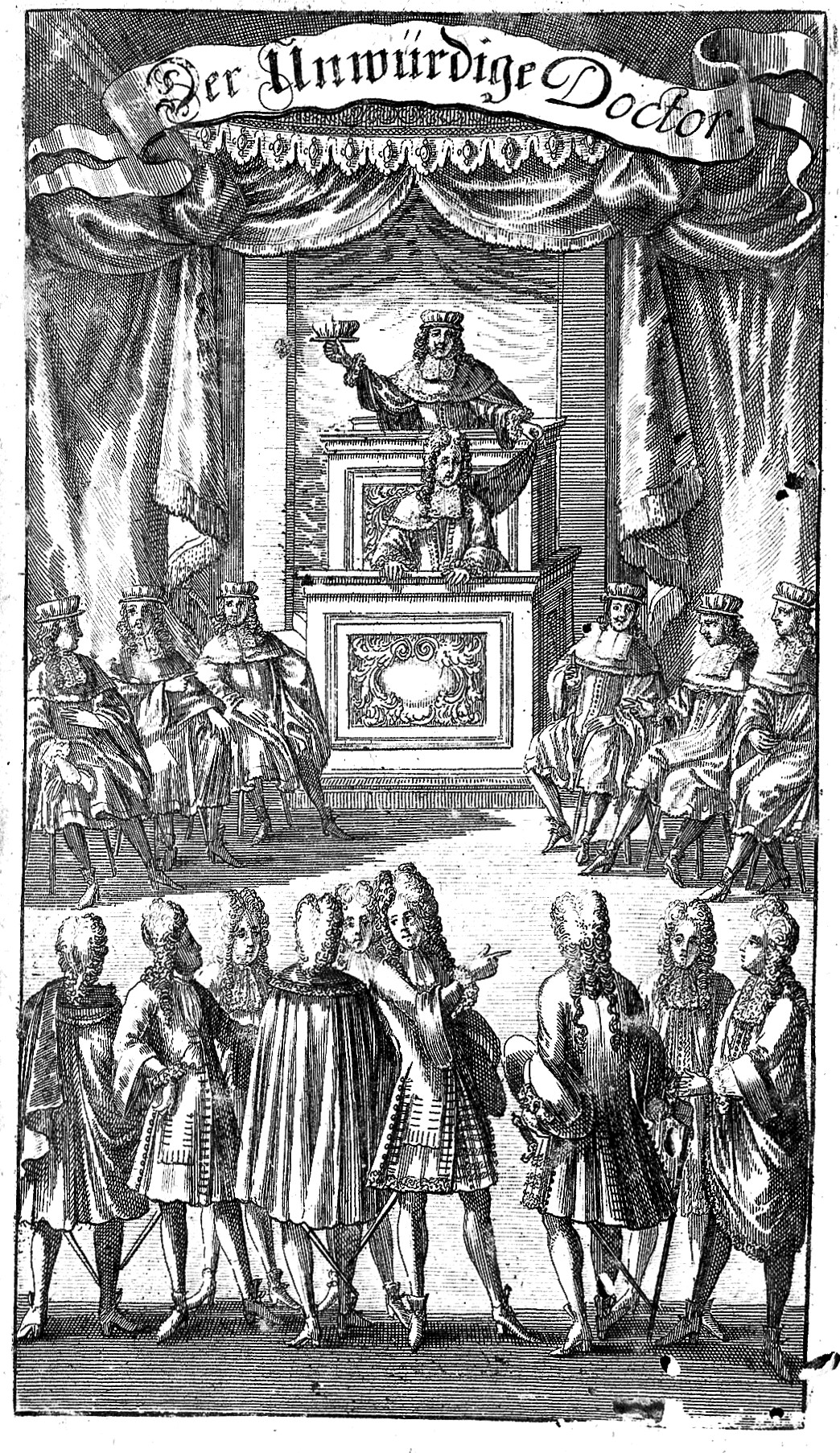
Der unwürdige Doctor

Johann Christoph Ettner (* 15. oder 16. März 1654 in Glogau; † 22. Dezember 1724 in Breslau) war ein deutscher Mediziner und Romanautor der Barockzeit.

## Leben
Über Ettners Jugend ist nichts bekannt. 1670 immatrikulierte er sich an der Medizinischen Fakultät der Universität Leipzig, wo er 1674 promovierte. Neben der Medizin interessierte ihn auch Alchemie und Pharmazie. 1689 ist er als praktischer Arzt in Breslau nachgewiesen, wo er vergeblich versuchte, eine Apotheke zu eröffnen. Seit 1693 nannte er sich „Kaiserlicher Rat“. Die Adelserhebung zu „Ettner von Eiteritz“ erfolgte 1708. Obgleich er sich in seinen Romanen gegen die Kurpfuscherei wendet, steht er doch noch im Bann der alchemistischen Tradition. Seine von solidem Fachwissen zeugenden Romane bieten einen guten Einblick in die damalige medizinische Praxis. Im Zeitraum von nur etwa 20 Jahren erschienen sechs bis zu 1000 Seiten umfassende Werke, die sich mit den Heilberufen beschäftigten.

## Werke (Auswahl)
- Des getreuen Eckharts Medicinischen Maul-Affens Erster Theil oder Der entlarvte Marktschreyer. Liegnitz 1694.
- Des getreuen Eckharts entlauffener Chymicus. Augsburg 1696.
- Des getreuen Eckhart' unwürdiger Doctor. Augsburg 1697.
- Gründliche Beschreibung deß Egerischen Sauer-Brunns. Nürnberg 1710 (Digitalisat).
- Deß getreuen Eckharts Ungewissenhaffter Apotecker in welchen wie ein rechtschaffener Apotecker beschaffen seyn … soll … Mit Beyfügung Sinn- und Lehr-reichen … Begebenheiten … Kroniger & Göbel, Augsburg/Leipzig 1700 (Digitalisierte Ausgabe der Universitäts- und Landesbibliothek Düsseldorf).
- Des getreuen Eckarths Unvorsichtige Heb-Amme. Leipzig 1715.
- Deß getreuen Eckarths Medicinischer Maul-Affe oder der entlarvte Marckt-Schreyer. Rohrlach, Franckfurt 1719 (Digitalisierte Ausgabe der Universitäts- und Landesbibliothek Düsseldorf).